# Bojan Križaj
Bojan Križaj [bójan križáj], , slovenski alpski smučar, * 3. januar 1957, Kranj, Slovenija. 

## Življenje
Bojan se je rodil v znani tržiški smučarski družini. Na smuči je stopil že pri treh letih. Osnovno šolo je obiskoval v Križah, srednjo šolo pa v športnem oddelku na Gimnaziji Šentvid. 

## Športna kariera
Preboj proti svetovnemu vrhu je začel v sezoni 1976/77, ko si je prismučal prvo točko svetovnega pokala v veleslalomu. Po takrat veljavnih pravilih je točke dobilo samo najboljših 10 na tekmi. V slalomu se je kmalu prebil v prvo jakostno skupino (najboljša petnajsterica) in se že v naslednji sezoni v Madonni di Campiglio prvič povzpel na zmagovalni oder. 20. januarja 1980 je v švicarskem Wengnu dosegel prvo slovensko zmago na tekmah svetovnega pokala, s čimer je v Sloveniji sprožil  pravo smučarsko evforijo. V 80. letih 20. stoletja so po podjetjih in šolah med prenosi tekem prekinjali delo in pouk, da bi bili priča Križajevim legendarnim bojem s švedskim asom Ingemarjem Stenmarkom. V ostalih delih nekdanje Jugoslavije pa so Slovence kaj hitro začeli zbadati s »smučarji«. 
Na olimpijskih igrah v Lake Placidu leta 1980 je v veleslalomu za pičli dve stotinki zgrešil bronasto kolajno. Uspešnejši je bil leta 1982 na svetovnem prvenstvu v Schladmingu, kjer je v slalomu osvojil srebrno kolajno. Leta 1984 je na olimpijskih igrah v Sarajevu, kjer je svečano zaprisegel, podlegel velikim pričakovanjem domače javnosti. Vendar mu je ta zaradi srebrne kolajne Jureta Franka oprostila »zgolj« 9. mesto v veleslalomu. Na olimpijskih igrah v Calgaryju leta 1988 ni nastopil, ker se je tik pred njimi poškodoval. Kariero je v velikem slogu končal na zadnji tekmi sezone 1987/88 v Saalbachu, ko si je tik pred ciljem odpel smuči in peš stopil v ciljno areno. 
Njegova najuspešnejša sezona je bila 1986/87, ko je z osvojitvijo slalomskega kristalnega globusa ponovil dosežek Roka Petroviča iz sezone poprej. Poleg tega je bil v slalomski razvrstitvi svetovnega pokala drugi v sezonah 1979/80 in 1985/86. Tedaj si je drugo mesto delil s Stenmarkom in Paulom Frommeltom. V sezoni 1980/81 je bil tretji v slalomski razvrstitvi svetovnega pokala. V skupni razvrstitvi svetovnega pokala se je najvišje zavihtel na 4. mesto v sezoni 1979/80. Skupno je v svetovnem pokalu dosegel 8 zmag in 33 uvrstitev na zmagovalni oder, slednje do danes ni uspelo ponoviti še nobenemu slovenskemu moškemu smučarju.
O Bojanu Križaju poje tudi pesem »Bela simfonija« skupine Lačni Franz, v vokalni izvedbi Zorana Predina.

### Dosežki
Olimpijske Igre
- Innsbruck 1976 -  18. Veleslalom
- Lake Placid 1980 -  4. Veleslalom
- Sarajevo 1984 - 7. Slalom, 9. Veleslalom

Svetovna prvenstva
- St. Moritz 1974: 13. Slalom
- Schladming 1982: 2. Slalom, 7. Veleslalom
- Bormio 1985: 5. Slalom, 8. Veleslalom
- Crans-Montana 1987: 6. Slalom

Zmage v svetovnem pokalu
| Sezona   | Datum             | Disciplina | Prizorišče           | Država      |
| -------- | ----------------- | ---------- | -------------------- | ----------- |
| 1979/80. | 20. januar 1980   | slalom     | Wengen               | Švica       |
| 1980/81  | 25. januar 1981   | slalom     | Wengen               | Švica       |
| 1981/82  | 20. marec 1982    | slalom     | Kranjska Gora        | Jugoslavija |
| 1982/83  | 12. februar 1983  | slalom     | Markstein            | Francija    |
| 1984/85  | 16. december 1984 | slalom     | Madonna di Campiglio | Italija     |
| 1985/86  | 21. marec 1986    | slalom     | Bromont              | Kanada      |
| 1986/87  | 20. december 1986 | slalom     | Kranjska Gora        | Jugoslavija |
| 1986/87  | 25. januar 1987   | slalom     | Kitzbühel            | Avstrija    |

### Skupna razvrstitev Svetovnega pokala
Prva številka pomeni uvrstitev, druga v oklepaju pa osvojene točke.
| Sezona  | Skupno    | Slalom   | Veleslalom | Kombinacija |
| ------- | --------- | -------- | ---------- | ----------- |
| 1976/77 | 43. (15)  | 15. (12) | 22. (3)    | -           |
| 1977/78 | 20. (31)  | 11. (20) | 12. 12()   | -           |
| 1978/79 | 8. (106)  | 12. (49) | 3. (96)    | -           |
| 1979/80 | 4. (131)  | 2. (88)  | 6. (56)    | -           |
| 1980/81 | 6. (137)  | 3. (80)  | 15. (40)   | 12. (17)    |
| 1981/82 | 9. (108)  | 6. (63)  | 8. (45)    | -           |
| 1982/83 | 9. (112)  | 5. (78)  | 20. (22)   | 15. (12)    |
| 1983/84 | 10. (106) | 5. (66)  | 17. (34)   | 31. (6)     |
| 1984/85 | 10. (101) | 6. (69)  | 22. (22)   | 20. (10)    |
| 1985/86 | 15. (115) | 2. (100) | 19. (15)   | -           |
| 1986/87 | 9. (90)   | 1. (105) | -          | -           |
| 1987/88 | 51. (21)  | 16. (21) | -          | -           |